# Orde van de Overwinning op de agressie
De Orde van de Overwinning op de agressie is een ridderorde van de Chinese Republiek en werd op 10 oktober 1945 door de Chinese president Chiang Kai-shek ingesteld om mensen te eren voor hun bijdrage aan de Chinese natie tijdens de Japans-Chinese oorlog. Deze ridderorde kent één enkele graad, "Lint" genoemd.
Toen in 1949 de verslagen Chinese regering naar Taiwan vluchtte, bleef deze onderscheiding daar deel uitmaken van het decoratiestelsel van de Republiek China. De in Peking residerende regering van de Volksrepubliek China verleent deze onderscheiding niet. 